# Vlastimil Bedrna
Vlastimil Bedrna (* 8. Februar 1929 in Prag; † 6. März 2018 ebenda) war ein tschechischer Schauspieler.

## Leben
Bedrna schrieb sich nach dem Abitur an der Akademie der Bildenden Künste ein und erhielt nach seinem Abschluss 1952 ein erstes Engagement am Stadttheater von Mladá Boleslav, wo er – unterbrochen von seinem zweijährigen Militärdienst – bis 1956 blieb. Im Jahr 1957 gründete er, mittlerweile am Prager Divadlo Rokoko, ein Kabarett-Theater und war mit Darek Vostřel und Jiří Šašek als Komödiant erfolgreich. Bis 1973 spielte er am Rokoko; dann wechselte er zum Divadlo Na zábradlí, wo er bis 1995 blieb. Er arbeitete mit allen großen Regisseuren und war Teil etlicher bemerkenswerter Inszenierungen.
Für den Film war Bedrna in rund 30 Nebenrollen aktiv; mehr Möglichkeiten bot ihm das Fernsehen. Daneben war er als Synchronsprecher aktiv; u. a. lieh er Homer Simpson in den ersten 12 Staffeln seine Stimme. Ein Schlaganfall beendete im Jahr 2005 abrupt seine Karriere.
Bedrna war von 1972 bis zu ihrem Tod im Jahr 1986 mit der Sängerin und Schauspielerin Ladislava Kozderková verheiratet, mit der er eine Tochter hatte. Er lebte zuletzt in einer Seniorenresidenz in Prag, wo er am 6. März 2018 im Alter von 89 Jahren starb und auf dem dortigen  Friedhof Vinohrady beigesetzt wurde.

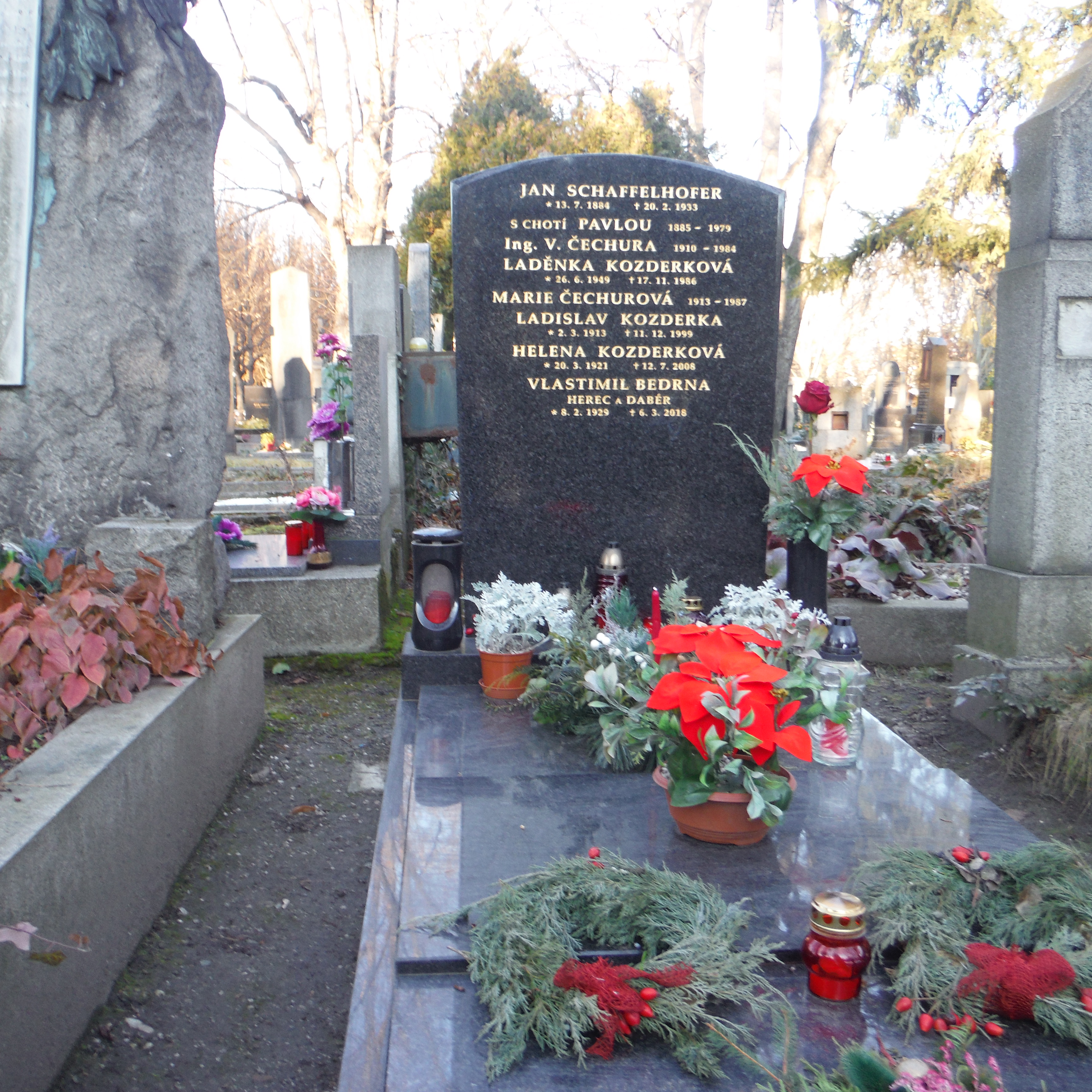
Grab von Vlastimil Bedrna auf dem Friedhof Vinohrady in Prag

## Filmografie
- 1960: Roboter Emil und Tante Bodzenka (Robot Emil) (Fernsehserie)
- 1960: Überall leben Menschen (Vsude zijí lidé)
- 1964: Limonaden-Joe (Limonádový Joe aneb Koňská opera)
- 1965: Oh, Fernsehen, armes Fernsehen… (Clovek proti sobe)
- 1969: Majestäten und Kavaliere (Slasti Otce vlasti)
- 1970: Der Mörder auf den Schienen (Na kolejích ceká vrah)
- 1971: Am Anfang des Weges (Svet otevrený náhodám)
- 1971: Die Hochzeiten des Herrn Peter Vok (Svatby pana Voka)
- 1975: Zwei Welten im Hotel Pazifik (Zaklete rewiry)
- 1977: Die Nacht des Klavierspielers (Noc klavíristy)
- 1979: Die Märchenbraut (Arabela) (Fernsehserie)
- 1979: Der Tod bietet mit (Smrt na cerno)
- 1980: Wenn wir erstmal reich sind… (Co je doma, to se pocítá, pánové…)
- 1980: Luzie, der Schrecken der Straße (Lucie, postrach ulice) (Fernsehserie, 1 Folge)
- 1980: Liebe zwischen Regentropfen (Lásky mezi kapkami deste)
- 1982: Achtung, Visite! (Pozor, vizita!)
- 1982: Ein schönes Wochenende (Zelená vlna)
- 1983: Franzi, oh Franzi! (Fandy, ó Fandy)
- 1984: Der Zauberrabe Rumburak (Rumburak)
- 1985: Mit dem Teufel ist nicht gut spaßen (S čerty nejsou žerty)
- 1985: Training mit kleiner Nachtmusik (Vsichni musí být v pyzamu)
- 1986: Berühmte Räubergeschichten aus aller Welt (Slavné historky zbojnické) (Fernsehserie)
- 1986: Die Galoschen des Glücks (Galose stastia)
- 1986: Mein Handel mit Hunden (Muj obchod se psy)
- 1989: Der Zug der Kindheit und der Hoffnung (Vlak detství a nadeje) (Fernsehserie)
- 1991: Der vergeßliche Hexenmeister (O zapomnetlivém cernoknezníkovi)
- 1991: Wolfgang A. Mozart
- 1991: Das Geheimnis der weißen Hirsche (Území bílých králu)
- 1993: Die dumme Augustine
- 1993: Katja und die Gespenster (Kacenka a strasidla)
- 1993: König der letzten Tage (Fernsehzweiteiler)